# Luo Baoming
Luo Baoming (chinesisch 罗保铭; * 1952 in Tianjin) ist ein Politiker in der Volksrepublik China. Er ist seit 2007 Gouverneur der Provinz Hainan.
Luo trat 1971 der Kommunistischen Partei Chinas bei. Er war bzw. ist stellvertretendes Mitglied des 16. und Mitglied des 17. Parteikongresses.
Außerdem hat Luo einen Mastergrad in Geschichtswissenschaft.